# アメリカの陰謀とヘンリー・キッシンジャー
『アメリカの陰謀とヘンリー・キッシンジャー』（アメリカのいんぼうとヘンリー・キッシンジャー、The Trial of Henry Kissinger）は、リチャード・ニクソンとジェラルド・フォード政権下で国家安全保障問題担当大統領補佐官と国務長官を務めたヘンリー・キッシンジャーの戦争犯罪疑惑を検証する、2001年のクリストファー・ヒッチェンズによる著書である。ヒッチェンズは検察官のように振る舞いつつ、キッシンジャーによるベトナム、カンボジア、ラオス、バングラデシュ、チリ、キプロス、東ティモールでの一連の戦争犯罪疑惑への関与を記している。

## 内容
ヒッチェンズは、キッシンジャーは「戦争犯罪、人権蹂躙、国際法違反、さらに、殺人、誘拐、拷問を企て指示を出してきた」ことで立件可能であり、また彼を「大ぼら吹き」と評している。
本書は検察文書の形式をとっており、ヒッチェンズはニュルンベルク裁判やその他の裁判例に倣い、国際法廷で立証可能性があると考えられる容疑に批判を限定している。これらはキッシンジャーを、ベトナム戦争の犠牲、バングラデシュとティモールでの大虐殺、チリ、キプロス、ワシントンD.C.での暗殺と結びつけている。
本書はキッシンジャーに対して非常に否定的な見解を示しており、ヒッチェンズはアメリカ国民にキッシンジャーの犯罪歴を無視しないように呼びかけ、「米国の司法、人権擁護のロビー団体や非政府組織にすべてはかかっている。悪名高き戦争犯罪者で無法者が享受している訴追免責のことなど関係ないではないか」と述べている。

## 出版史
本書のハイライトが2001年2月と3月の『ハーパーズ・マガジン』に掲載された。
本書は2012年にアトランティック・ブックスとトゥエルヴ・ブックスより、ヒッチェンズによるマザー・テレサ批判本の『The Missionary Position』とビル・クリントン批判本の『No One Left to Lie To』と共に再発行された。

## 評価
『オースティン・クロニクル』紙のティム・ウォーカーは、「（ヒッチェンズは）卓越した論客で、疲れ知らずの記者である。キッシンジャーに不利な証拠書類が次々と提示される本書では、その両方の能力が発揮されている」と評した。ヒューマン・ライツ・ウォッチのリード・ブロディは、本書にはチリ・クーデターやベトナム爆撃などへのキッシンジャーの関与について、「長い間認知されていた証拠だけでなく、近年機密解除されたものも説得力をもって収集されている」と賞賛した。
ベトナム戦争の内部告発者であるフレッド・ブランフマンは、「ヘンリー・キッシンジャーほど血で血を洗う男が尊敬されるのは、精神的にも心理的にも深く混乱した国家だけだ」と論じたうえで、「（ヒッチェンズによる本書は）もっと広く注目されるべきだ」と評した。『A.V.クラブ』のキース・フィップスは、本書を「国際的なパワーブローカーとしてのキッシンジャーの活動について、説得力があり、非難に値する記述」と評し、「著者は、一方的とはいえ、同時に慎重でもある報道を駆使し、反体制派のギリシャのジャーナリストの暗殺計画にキッシンジャーが関与したと示唆する点で、それは十分に妥当な範囲内にあると思われる」と述べた。『ロサンゼルス・タイムズ』のウォーレン・I・コーエンは、ヒッチェンズが「1973年のサルバドール・アジェンデ政権打倒におけるキッシンジャーの関与を法律家のように立証している」と述べ、また、「1974年にギリシャ軍事政権によるキプロス大統領マカリオス大主教暗殺未遂事件におけるアメリカの役割や、1975年のインドネシアによる東ティモール侵攻を容認したキッシンジャーとフォードの動向を明らかにしている」と評した。
ヒッチェンズの死から1か月後、『ハーパーズ・マガジン』のジョン・R・マッカーサーは、アメリカ同時多発テロ事件以降のヒッチェンズの介入主義を批判しつつ、本書を「画期的な本」として紹介した。
一方で、『デイリー・テレグラフ』紙上の書評で作家のジョージ・ジョナスは、本書にはノンフィクションとしては不適切な手法が使われているとして非難し、ある一節において「推測していることを認めているが、だからといって、『不安の震え』、つまり罪悪感をキッシンジャー博士の心の中に植え付けることで段落を始めることを妨げていない。この手法は小説ならば受け入れられるかもしれないが、この本は小説ではないのだ」と評した。
キッシンジャーの伝記作家であるニーアル・ファーガソンは、本書を「大きな欠陥があり、非常に薄っぺらい調査に基づいている」と評した。

## ドキュメンタリー映画
2002年に本書を基にしたドキュメンタリー映画『The Trials of Henry Kissinger』がヒッチェンズとアレックス・ギブニーの共同脚本で製作された。ヒッチェンズは映画に登場し、キッシンジャーについてのインタビューに応えている。映画にはキッシンジャー本人の映像も使われているが、アーカイヴ映像のみにとどまっている。

## 日本語版
- クリストファー・ヒッチェンズ 著、井上泰浩 訳『アメリカの陰謀とヘンリー・キッシンジャー』集英社、2002年9月5日。ISBN 978-4087812572。